# Замостя (Логойський район)
Замо́стя — (біл. вёска Замостье), село в складі Логойського району розташоване в Мінській області Білорусі, підпорядковане Плещеницькій сільській раді.
Село Замостя розташоване в центральних районах Білорусі, у північній частині Мінської області - орієнтовне розташування [Архівовано 17 травня 2020 у Wayback Machine.].